# Szovjetszkaja Gavany
Szovjetszkaja Gavany (oroszul: Советская Гавань) város Oroszország távol-keleti részén, a Habarovszki határterületen, a Szovjetszkaja Gavany-i járás székhelye. Tengeri kikötő, a szovjet korszakban a hadiflotta egyik nagy bázisa.
Népessége: 27 712 fő (a 2010. évi népszámláláskor).

## Elhelyezkedése
A Habarovszki határterület déli részén, Habarovszktól északkeletre, a Tatár-szorosból nyíló Szovjetszkaja Gavany-öböl partján helyezkedik el. A Bajkál–Amur-vasútvonal (BAM) végpontja. A Szihote-Aliny hegyein át vezető kb. 330 km hosszú Lidoga–Vanyino országút köti össze az Amur völgyében épült A376-os Habarovszk–Komszomolszk-na-Amure főúttal.
A 11 km hosszú, kb. 2 km széles tengeröböl partja erősen tagolt. A város több különálló részből alakult ki, melyeket a partvonalba beékelődő kisebb öblök választanak el egymástól. Északabbra, a közeli Vanyinói-öbölben fekszik Vanyino, a partvidék egyik legforgalmasabb kereskedelmi kikötője. 

## Története
Orosz részről az öblöt az amuri expedíció során, 1853-ban fedezték fel és Imperatorszkaja Gavanynak nevezték el (jelentése: 'imperátori kikötő'). Ugyanabban az évben őrhelyet is alapítottak, mely csak 1856-ig állt fenn. Az öbölben akkor süllyesztették az Ivan Goncsarov regényéből híressé vált, már leromlott állapotú Pallada fregattot, hogy ne kerüljön ellenséges kézbe. 

### 20. század
1912-ben egy ausztrál vállalkozó létesített fafeldolgozó telepet a parton, ez volt az első állandó település az öbölben. 1923-ban az öböl és a település nevét Szovjetszkaja Gavanyra változtatták (jelentése: 'szovjet kikötő'). A déli parton 1934-ben kezdődött és 1937-re nagyjából befejeződött az első hajójavító üzem építése. 1937 júniusában megérkezett az első úszódokk, ettől az időponttól számítják a tengeri kikötő és a hajójavító üzem születését. Az északi parton 1934-ben létrehoztak egy ún. megerősített körzetet. Az ottani halászfalu Zaveti Iljicsa ('Lenin öröksége') néven a város része lett és 1941-re nagy katonai bázissá vált, szárazföldi és haditengerészeti alakulatokkal, katonai repülőtérrel.
1938-ra felépítették a „különleges rendeltetésű”-nek mondott hőerőműt, az alapvető élelmiszeripari üzemeket és a katonai bázis állományának lakótelepeit. A város egyre inkább terjeszkedett. Az 1930-as évek közepén az öböl partján és távolabbi környékén már számos kisebb helység tartozott Szovjetszkaja Gavanyhoz.
A város 1939–1945 között a Csendes-óceáni Flotta részeként alakított Északi Csendes-óceáni Flottilla központi bázisa volt. 1945-re a Gulag foglyainak munkájával rekordidő alatt felépítették a kikötőt Komszomolszk-na-Amureval összekötő vasútvonalat. 1945 augusztusában az itt állomásozó számos katonai alakulat – köztük 15 tengeralattjáró és 330 katonai repülőgép is – részt vett a japán kézen lévő Dél-Szahalin és Kuril-szigetek elleni offenzívában. 1947-től 1953-ig Szovjetszkaja Gavany a 7. sz. hadiflotta támaszpontja volt. A katonai bázist a szovjet korszakban végig fenntartották. Az 1990-es évek elején fokozatosan felszámolták, de romos épületei ottmaradtak, és jelentős földterületek jelenleg is a védelmi minisztérium kezelésébe tartoznak.
A háború után a Gulag foglyain kívül japán hadifoglyok tömegei is dolgoztak a város, a kikötő és a vasút építkezésein. Az 1945-ben elkészült vasútvonalat hivatalosan csak 1947-ben nyitották meg. 1948-ban a Tengermelléki határterülettől átszervezték. és Szovjetszkaja Gavany a part menti alkotórészeivel együtt a Habarovszki határterület része, 1965-ben pedig járási székhely lett.
1958-1960-ban számos településrészt leválasztottak a városról, ezek önálló településekké váltak. Közülük a legnagyobb, Vanyino járási székhely és az azonos nevű öböl forgalmas kikötője lett. A közigazgatási-területi átalakítás 1973-ban fejeződött be, amikor a Szovjetszkaja Gavany-i járásról leválasztott területekből létrehozták a Vanyinói járást. Az átrendezések óta és napjainkban is: 
- Szovjetszkaja Gavany város az öböl déli és délkeleti partját foglalja el a Bolsaja Hagya folyó torkolatánál, a nagy kikötővel,  hajójavító üzemmel; a városból kivált, önálló települések az öböl partján:
- északkeleti szomszédja: Loszoszina település, a halipar központja (az orosz лосось [loszosz] jelentése: 'lazac')
- az öböl túlsó, északi partján: Zaveti Iljicsa település (jelentése: 'Lenin öröksége') a hadiflotta egykori bázisa. Ott is és szerte a partokon elhagyott, pusztuló épületek maradtak a megszűnt katonai létesítmények után
- az öbölbe nyugatról benyúló földnyelven, a Maj (Maa) folyócska torkolatánál: Majszkij település, korábbi elnevezése egy betűszó: DESZNA, ez a név a régi, de még működő hőerőmű rövidítéséből származik; 1960-ban lett önálló település.
- Oktyabrszkij: itt található a vasútállomás (Szortyirovocsnaja).

Ezek a települések ma a Szovjetszkaja Gavany-i járáshoz tartoznak, de részei a város történelmének is.
Az 1980-as évek elején a városnak két hajójavító üzeme – egy polgári és egy katonai – volt. Működött a kereskedelmi kikötő, a nagy fafeldolgozó üzem, a tengeri halászati bázis. Az öböl túlsó, északnyugati partján még megvolt a haditengerészeti bázis (Zaveti Iljicsa). 1985-ben városfejlesztési tervet fogadtak el a következő 25 évre. 2010-re az agglomerációval együtt 240 ezer fős népességgel számoltak. A Szovjetunió összeomlása után ennek az ellenkezője valósult meg: a hajógyártás és -javítás megszűnt, a halászati bázist felszámolták, a megkezdett beruházások leálltak.
A külföldi hajók előtt 1993-ban megnyitották az addig elzárt kikötőt, és 2000-ben nemzetközi státust kapott.

## 21. század
A század első évtizedére alig maradt ipari termelés a városban. A gazdaságot szinte csak a fakitermelés és a nyersfa tengeri exportja tartja életben. A kikötő fellendítésére és a befektetések ösztönzésére 2009-ben a járást különleges kikötői gazdasági övezetté nyilvánították (orosz rövidítése ПОЭЗ). Mivel ez lényegében eredménytelen maradt, hat évvel később az övezetet megszüntették. Egy újabb központi intézkedéssel 2018-ban Szovjetszkaja Gavanyt is – mint korábban a „szomszédos” Vanyinót – szabadkikötővé nyilvánították, ezzel még kedvezőbb feltételeket teremtve a befektetésekhez.
2014-ben új, szénnel működő hőerőmű építése kezdődött a város határában. Erre nemcsak az iparnak és az tervezett fejlesztéseknek, hanem a lakosságnak is régóta nagy szüksége van. A 120 MW-os erőműt már 2017-ben üzembe kellett volna helyezni, de ezt nem tudták teljesíteni. Az átadás határidejét kitolták 2019 decemberére.
A várostól 15 km-re lévő repülőtér, Maj-Gatka eredetileg katonai repülőtér volt. Az 1980-as években beton kifutópályájával látták el és polgári repülőtérré alakították. 2018-ban csak Habarovszkból érkeztek rendszeres járatok,  L–410-es kis gépekkel. A repülőtér régóta teljes felújítása szorul. A Szovjetszkaja Gavanytól kb. 32 km-re, Mongohto településen működő nagy katonai repülőtér polgári célra nem vehető igénybe, egyes hivatalos delegációk kivételével.